# Диарра, Мамади
Мамади Диарра (фр. Mamady Diarra; род. 26 июня 2000, Бамако) — малийский футболист, нападающий клуба «Шериф».

## Клубная карьера
Диарра — воспитанник клуба «Йелен Олимпик». В 2019 году игрок подписал контракт с испанским клубом «Кадис». В том же году Мамади начал выступать за дублирующий состав. 14 августа 2022 года в матче против «Реал Сосьедад» он дебютировал в Ла Лиге за основной состав.

## Международная карьера
В 2015 году в составе юношеской сборной Мали Диарра принял участие в юношеском чемпионате мира в Чили. На турнире он сыграл в матчах против команд Гондураса, Нигерии и Бельгии.
В 2019 года в составе молодёжной сборной Мали Диарра принял участие в молодёжном чемпионате мира в Польше. На турнире он сыграл в матче против сборной Панамы.